# Alchemilla surculosa
Alchemilla surculosa är en rosväxtart som beskrevs av Fröhner. Alchemilla surculosa ingår i släktet daggkåpor, och familjen rosväxter. Inga underarter finns listade i Catalogue of Life.